# Gustav Gäbel
Gustav Emil Gäbel (* 28. April 1849 in Eschdorf; † 18. September 1912 in Klessig) war Gutsbesitzer und Mitglied des Deutschen Reichstags.

## Leben
Gäbel besuchte die Volksschule in Eschdorf und später das Freimaurerinstitut in Dresden. Er erlernte die Landwirtschaft nach beendeter Schulzeit in der väterlichen Wirtschaft und ging vom 18. Lebensjahr ab als landwirtschaftlicher Beamter auf Rittergütern in Stellung. Von 1869 bis 1872 war er Soldat beim Königlich Sächsischen Train-Bataillon Nr. 12 in Dresden. Den Krieg 1870/71 gegen Frankreich hat er mitgemacht und im Herbst 1872 wurde er als Unteroffizier zur Reserve entlassen. 
Seit 1874 war er Besitzer seines Bauernguts in Klessig. Weiter war er Erster Vorsitzender des bienenwirtschaftlichen Hauptvereins im Königreich Sachsen und außerordentliches Mitglied des Landeskulturrats für die vaterländische Bienenzucht. Auch war er Ortsrichter für die Gemeinde Klessig seit 1877, langjähriges Mitglied des Gemeinderats, des Kirchen- und Schulvorstands. Weiterhin war er Mitglied des Bezirkstags der Königlichen Amtshauptmannschaft Meißen.
Von 1898 bis 1903 und von 1907 bis 1912 war er Mitglied des Deutschen Reichstags für den Wahlkreis Königreich Sachsen 7 Meißen, Großenhain, Riesa und die Deutschsoziale Reformpartei bzw. die Deutsche Reformpartei.